# Mino Giarda
Pour les articles homonymes, voir Giarda.
Mino Giarda, né le 2 août 1928 à Venise (Vénétie), est un scénariste et réalisateur italien.

## Biographie
Diplômé en droit, il entre dans le monde du cinéma dans les années 1960 en tant qu'assistant réalisateur de Damiano Damiani, puis aux côtés de Mario Mattoli, Roberto Malenotti, Florestano Vancini, Alberto Lattuada, Steno, Carlo Lizzani et Giorgio Capitani jusqu'au mitan des années 1970.
En 1966, il écrit deux films d'aventure pour le réalisateur Nick Nostro, puis collabore avec Carlo Lizzani d'abord sur le scénario du film San Babila : Un crime inutile (1976) et ensuite sur Storie di vita e malavita (1975), pour lequel, à l'insu de Lizzani, il réalise également des inserts pornographiques qui ne sont présents que dans les copies distribuées à l'étranger.
En 1976, il réalise le drame romantique Per amore.

## Filmographie

### Réalisateur et scénariste
- 1960 : Per amore

### Scénariste
- 1966 : Tre notti violente de Nick Nostro
- 1966 : Superargo contre Diabolikus (Superargo contro Diabolikus) de Nick Nostro
- 1975 : Storie di vita e malavita de Carlo Lizzani
- 1976 : San Babila : Un crime inutile (San Babila ore 20: un delitto inutile) de Carlo Lizzani